# Zgrada, Magistratska 8 (Krapina)
Zgrada Osnovne škole, Magistratska 8 je objekt u gradu Krapina zaštićeno kulturno dobro.

## Opis dobra
Ugaona jednokatnica u obliku slova L zapadnim pročeljem orijentirana prema Magistratskoj, a sjevernim prema Uskoj ulici. Zapadno pročelje raščlanjeno je s tri prozorske osi. Jednostavno profilirani kordonski vijenac dijeli zonu prizemlja od zone prvog kata. Oko prozora se proteže glatka traka u žbuci. Završni vijenac je u obliku holkela. Prostor prizemlja svođen je pruskim i češkim svodovima. Stropna konstrukcija je drveni grednik s ravnim podgledom. S dvorišne se strane u prvom katu nalazi otvoreni drveni ganjčec. Krovište je dvostrešno, pokriveno utorenim crijepom. Zgrada je građena sedamdesetih godina 19. stoljeća.

## Zaštita
Pod oznakom Z-5515 zavedena je kao nepokretno kulturno dobro – pojedinačno, pravna statusa zaštićena kulturnog dobra, klasificirano kao "profana graditeljska baština".